# 핑안구

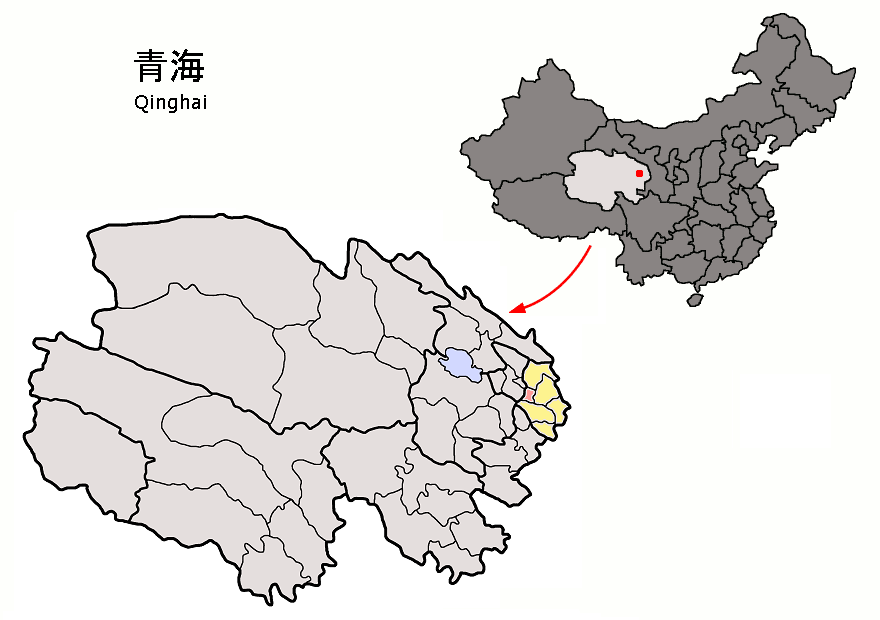
핑안 구의 위치

핑안구(한국어: 평안구, 중국어: 平安区, 병음: Píng'ān Qū)는 중화인민공화국 칭하이성 하이둥 시의 시할구이다. 넓이는 750km2이고, 인구는 2007년 기준으로 120,000명이다.

## 기후
연평균 기온은 0.3℃~6.4℃이고 연평균 강수량은 248~600mm이다.

## 행정 구역
3개 진, 5개 민족향을 관할한다.
- 진: 平安镇, 小峡镇, 三合镇.
- 향: 洪水泉回族乡, 石灰窑回族乡, 古城回族乡, 沙沟回族乡, 巴藏沟回族乡.

## 출신
- 제14대 달라이 라마